# Lúcia von Bardas
Lucia Von Bardas é uma personagem fictícia, uma supervilã em quadrinhos publicados pela Marvel Comics.

## Biografia do personagem
Lucia von Bardas é habitante de Latvéria, ela lecionava na University of North Carolina, nos Estados Unidos. Depois que Victor van Doom (Dr. Destino) foi deposto como o líder da Latvéria, os norte-americanos ajudaram von Bardas a ser eleita como primeira-ministra do país. Ela, então, começou publicamente a remendar os laços entre os dois países. Na verdade, von Bardas secretamente financiou uma base tecnológica americana através do supercriminal Tinkerer. A agência SHIELD descobriu isso, porém o presidente dos EUA não quis agir, acreditando que a relação é relativamente boa e que eles podem simplesmente negociar. O diretor da SHIELD, Nick Fury, posteriormente reuniu um grupo de super-heróis que consiste na Viúva Negra, Capitão América, Demolidor, Luke Cage, Homem-Aranha e Wolverine, bem como a agente Daisy Johnson, para uma missão secreta de derrubar o governo da Latvéria e assassinar von Bardas. Na Latvéria, Johnson usou seus poderes sísmicos para derrubar Doom Castle, aparentemente matando von Bardas. Von Bardas sobreviveu para se tornar um deformado ciborgue. Um ano depois ela atacou Luke Cage, deixando-o em coma, que acabou por ser derrotado mais uma vez por Johnson.

## Habilidades
Lucia Von Bardas é uma ciborgue cujas habilidades incluem: 
- Voo;
- Geração de um campo de força;
- Antes disso ela era uma diplomata habilidosa;
- Possui uma alta técnica de luta corporal.

## Mídias
- Lucia Von Bardas aparece na série animada de televisão Fantastic Four: World's Greatest Heroes, dublada por Venus Terzo. Ela é assistente do vilão Doutor Destino, e revelou ser um andróide no episódio "Doomsday Plus One". Ela é destruída por Susan Storm (que explica que ela está cansada de robôs), enquanto elas estão enfrentando o Doutor Destino.

- Lucia Von Bardas aparece em The Avengers: Earth's Mightiest Heroes. Ela foi vista representando o Doutor Destino, quando ela se encontra com IMA para comprar tecnologia roubada baseada nas tecnologias de Tony Stark. A reunião deixou de funcionar por causa do Homem de Ferro, que derrota os agentes IMA e faz Lucia von Bardas recuar de volta para Latvéria.

- Lucia Von Bardas aparece em Marvel: Ultimate Alliance 2, dublada por Lani Minella. Como principal vilã na primeira missão durante a Guerra Secreta, ela tem vindo a financiar secretamente Tinkerer, fornecendo tecnologia para supervilões. Nick Fury e os heróis confrontaram-na, a fim de levá-la a se render, mas seu castelo acaba explodindo devido aos heróis derrotarem uma das máquinas de superpoderes Tinkerer. Mais tarde, ela ataca Nova York como um ciborgue deformado. Quando os heróis (ajudados por Ms. Marvel) atacam-na em um navio, ela começa a ativar uma bomba tendo Diamondback, Scorcher, Shocker e Assistente para o passeio, só para ser derrotada e desativada pelos heróis.